# István Kovács (lottatore)
István Kovács (Nádudvar, 27 giugno 1950) è un ex lottatore ungherese, specializzato nella lotta libera, vincitore della medaglia di bronzo olimpica negli 82 kg a Mosca 1980.
In carriera vanta anche un titolo mondiale conquistato a San Diego 1979 sconfiggendo in finale il campione olimpico John Peterson, ed un bronzo a Losanna 1977, oltre al quarto posto di Città del Messico 1978.
Agli europei annovera un quarto posto nel 1974 e i quinti posti del 1976 e del 1978.

## Palmarès
- Giochi olimpici

Mosca 1980: bronzo negli 82 kg.
- Campionati mondiali

Losanna 1977: bronzo negli 82 kg.
San Diego 1979: oro negli 82 kg.